# Orrdalsklint

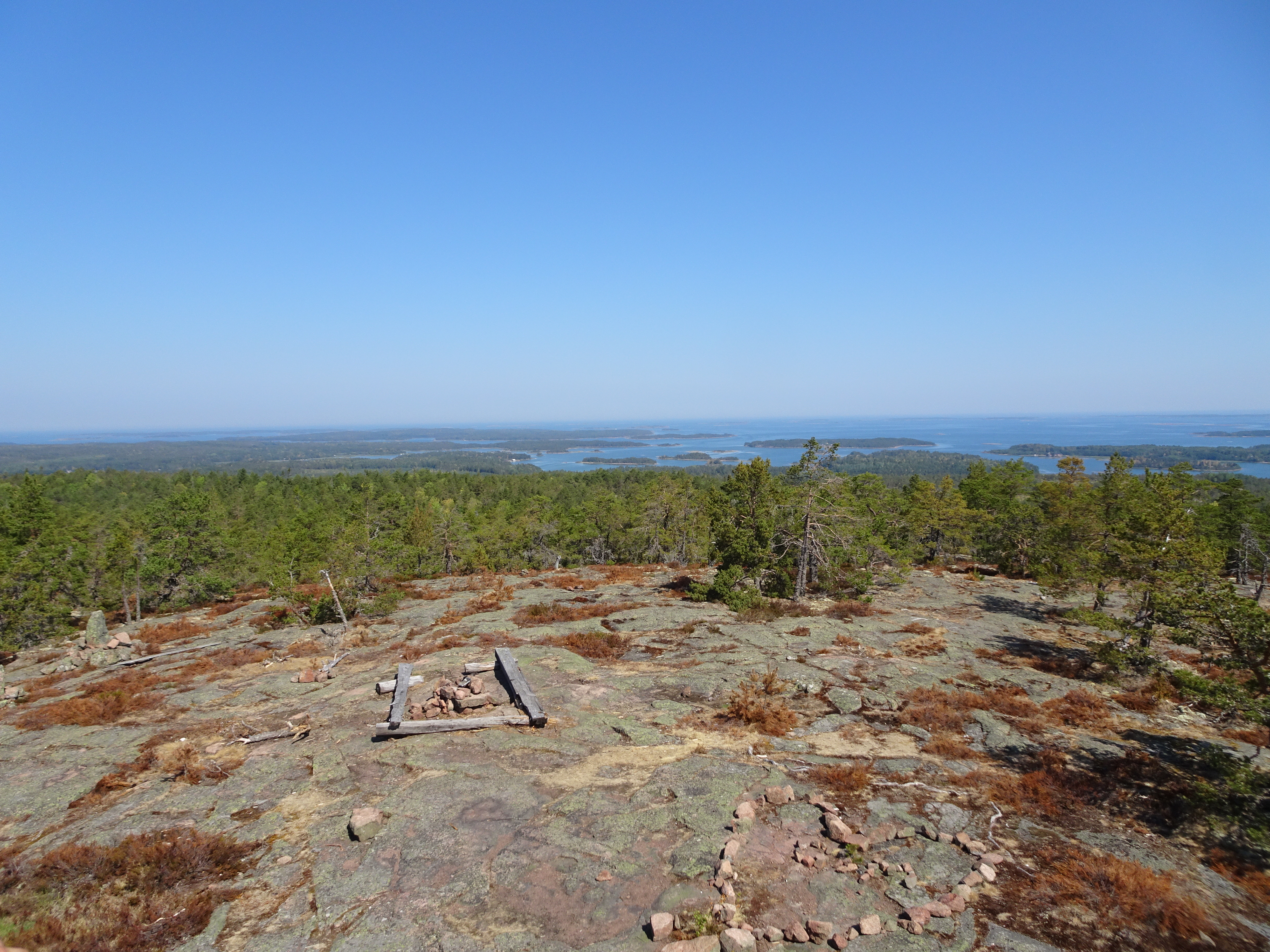
Toppen av Orrdalsklint.

Orrdalsklint  är den högsta punkten på Åland. Dess höjd är 129,1 m ö.h. Orrdalsklint ligger i Saltviks kommun. De högsta delarna av Åland, Orrdalsklint och Långbergen, började stiga ur Yoldiahavet för cirka 10 000 år sedan.